# Baltimore Colts 1964
La stagione 1964 dei Baltimore Colts è stata la 12ª della franchigia nella National Football League. L'annata si chiuse con un record di 12 vittorie e 2 sconfitte al primo posto della Western Conference, tornando in finale per la prima volta dal 1959. Lì i Colts incontrarono gli sfavoriti Cleveland Browns (10–3–1), perdendo per 27–0.

## Roster
| Roster dei Baltimore Colts nel 1964 |
| --- |
| Quarterback - 15 Gary Cuozzo - 19 Johnny Unitas Running Back - 45 Jerry Hill - 33 Tony Lorick - 41 Tom Matte - 24 Lenny Moore Wide Receiver - 82 Raymond Berry - 25 Alex Hawkins - 28 Jimmy Orr - 87 Willie Richardson - 84 Neal Petties SE/WR Tight End - 88 John Mackey - 86 Butch Wilson Offensive Linemen - 73 Tom Gilburg T - 77 Jim Parker T - 60 George Preas G/T - 71 Dan Sullivan G - 52 Dick Szymanski C - 72 Bob Vogel T - 66 Alex Sandusky G - 61 Lou Kirouac G/T/K Defensive Linemen - 81 Ordell Braase DE - 89 Gino Marchetti DE - 78 John Diehl DT - 76 Fred Miller DT - 74 Billy Ray Smith Sr. DT - 75 Guy Reese DT Linebacker - 35 Ted Davis - 55 Jackie Burkett - 66 Don Shinnick - 31 Steve Stonebreaker - 36 Bill Pellington Defensive Back - 40 Bobby Boyd CB - 30 Alvin Haymond CB - 20 Jerry Logan S - 43 Lenny Lyles CB - 26 Wendell Harris DB/K - 46 Jim Welch S Special Team - 73 Tom Gilburg P - 79 Lou Michaels K - 32 Joe Don Looney RB/KR                  |
| Legenda - I rookie sono in corsivo. - Il primo ruolo è il principale mentre gli eventuali successivi indicano i ruoli secondari. - (IR) sta per Injured Reserve ed indica la lista ristretta per un solo giocatore infortunato che può tornare ad allenarsi dopo la settimana 6 e a rientrare in prima squadra dopo che questa ha giocato 8 partite. - (NF-Inj.) / (NF-Ill.) stanno rispettivamente per Non-Football Injured e Non-Football Illness ed indicano le liste dove viene inserito un giocatore che ha un infortunio o una malattia non dipendente dal football americano. - (PUP) sta per Physically Unable to Perform ed indica la lista dove viene inserito un giocatore mentre è in attesa di recuperare la condizione fisica. Nella stagione regolare dopo la sesta partita giocata dalla propria squadra, il giocatore ha tempo tre settimane per riprendere ad allenarsi, più tre settimane aggiuntive dal suo rientro agli allenamenti per rientrare in prima squadra. |

## Calendario
| Stagione regolare |              |                        |           |        |                               |          |
| Turno             | Data         | Avversario             | Risultato | Record | Stadio                        | Pubblico |
| 1                 | 13 settembre | at Minnesota Vikings   | S 24–34   | 0–1    | Metropolitan Stadium          | 35,563   |
| 2                 | 20 settembre | at Green Bay Packers   | V 21–20   | 1–1    | Lambeau Field                 | 42,327   |
| 3                 | 27 settembre | Chicago Bears          | V 52–0    | 2–1    | Memorial Stadium              | 56,537   |
| 4                 | 4 ottobre    | Los Angeles Rams       | V 35–20   | 3–1    | Memorial Stadium              | 56,537   |
| 5                 | 12 ottobre   | St. Louis Cardinals    | V 47–27   | 4–1    | Memorial Stadium              | 60,213   |
| 6                 | 18 ottobre   | Green Bay Packers      | V 24–21   | 5–1    | Memorial Stadium              | 60,213   |
| 7                 | 25 ottobre   | at Detroit Lions       | V 34–0    | 6–1    | Tiger Stadium                 | 57,814   |
| 8                 | 1º novembre  | San Francisco 49ers    | V 37–7    | 7–1    | Memorial Stadium              | 60,213   |
| 9                 | 8 novembre   | at Chicago Bears       | V 40–24   | 8–1    | Wrigley Field                 | 47,891   |
| 10                | 15 novembre  | Minnesota Vikings      | V 17–14   | 9–1    | Memorial Stadium              | 60,213   |
| 11                | 22 novembre  | at Los Angeles Rams    | V 24–7    | 10–1   | Los Angeles Memorial Coliseum | 72,137   |
| 12                | 29 novembre  | at San Francisco 49ers | V 14–3    | 11–1   | Kezar Stadium                 | 33,642   |
| 13                | 6 dicembre   | Detroit Lions          | S 14–31   | 11–2   | Memorial Stadium              | 60,213   |
| 14                | 13 dicembre  | Washington Redskins    | V 45–17   | 12–2   | Memorial Stadium              | 60,213   |

### Playoff
| Playoff          |                  |                     |           |                             |          |
| Turno            | Data             | Avversario          | Risultato | Stadio                      | Pubblico |
| NFL Championship | 27 dicembre 1964 | at Cleveland Browns | S 0–27    | Cleveland Municipal Stadium | 79,544   |

## Classifiche
| NFL Western Conference |    |    |   |      |       |     |     |     |
|                        | V  | S  | P | %    | CONF  | PF  | PS  | STR |
| Baltimore Colts        | 12 | 2  | 0 | .857 | 10–2  | 428 | 225 | V1  |
| Green Bay Packers      | 8  | 5  | 1 | .615 | 6–5–1 | 342 | 245 | P1  |
| Minnesota Vikings      | 8  | 5  | 1 | .615 | 6–5–1 | 355 | 296 | V3  |
| Detroit Lions          | 7  | 5  | 2 | .583 | 6–4–2 | 280 | 260 | V2  |
| Los Angeles Rams       | 5  | 7  | 2 | .417 | 3–7–2 | 283 | 339 | P1  |
| Chicago Bears          | 5  | 9  | 0 | .357 | 5–7   | 260 | 379 | S2  |
| San Francisco 49ers    | 4  | 10 | 0 | .286 | 3–9   | 236 | 330 | S1  |

Nota: I pareggi non venivano conteggiati ai fini della classifica fino al 1972.

## Premi
- Johnny Unitas:

MVP della NFL